# 세검정 (만포)

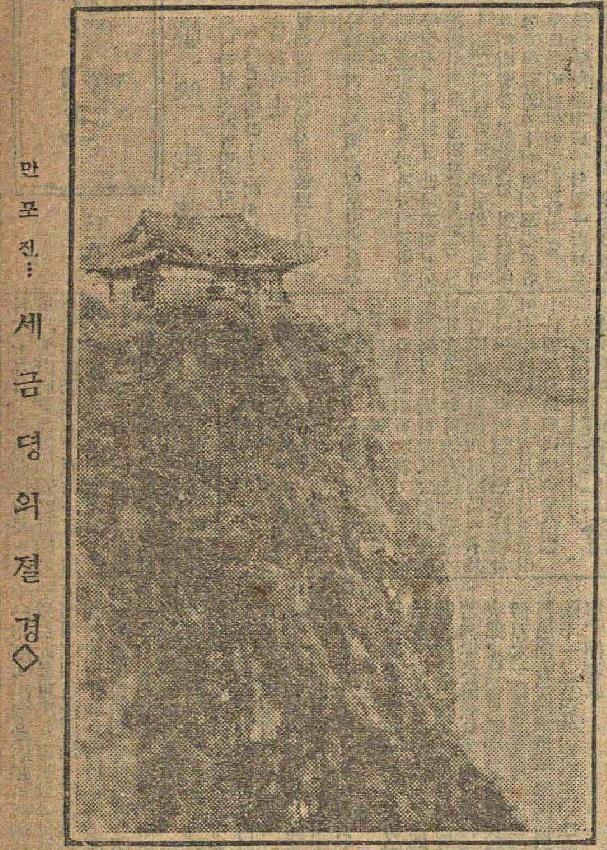
만포(滿浦)의 세검정(洗劍亭) 1923-05-05 매일신보(每日申報) 3면

세검정(洗劒亭)은 자강도 만포시 세검동에 있는 누정이다. 관서팔경의 하나다. 1938년 소실되어 터만 남았다. 2010년, 북한은 세검정을 복원할 계획이라고 밝혔다.